# San Sombrèro. Karibik, Karneval und Kakerlaken
Das Buch San Sombrèro. Karibik, Karneval und Kakerlaken (Originaltitel: San Sombrèro – A Land of Carnivals, Cocktails and Coups) ist eine als ein fiktiver Reiseführer verfasste Parodie aus der Reihe der Jetlag-Travelguides der Autoren Santo Cilauro, Tom Gleisner und Rob Stich. Es beschreibt San Sombrèro als ein mittelamerikanisches Land, das alle negativen Klischees dieses Raumes in sich vereinen soll. San Sombrèro ist eine Anspielung auf den sombrero (span.: Sonnenhut). Das Buch ist Nachfolger von Molwanîen. Land des schadhaften Lächelns, das Reiseführer zu Osteuropa parodierte, und Phaic Tǎn. Land des krampfhaften Lächelns, das sich auf ein fiktives Land in Südostasien bezog.

## Inhalt

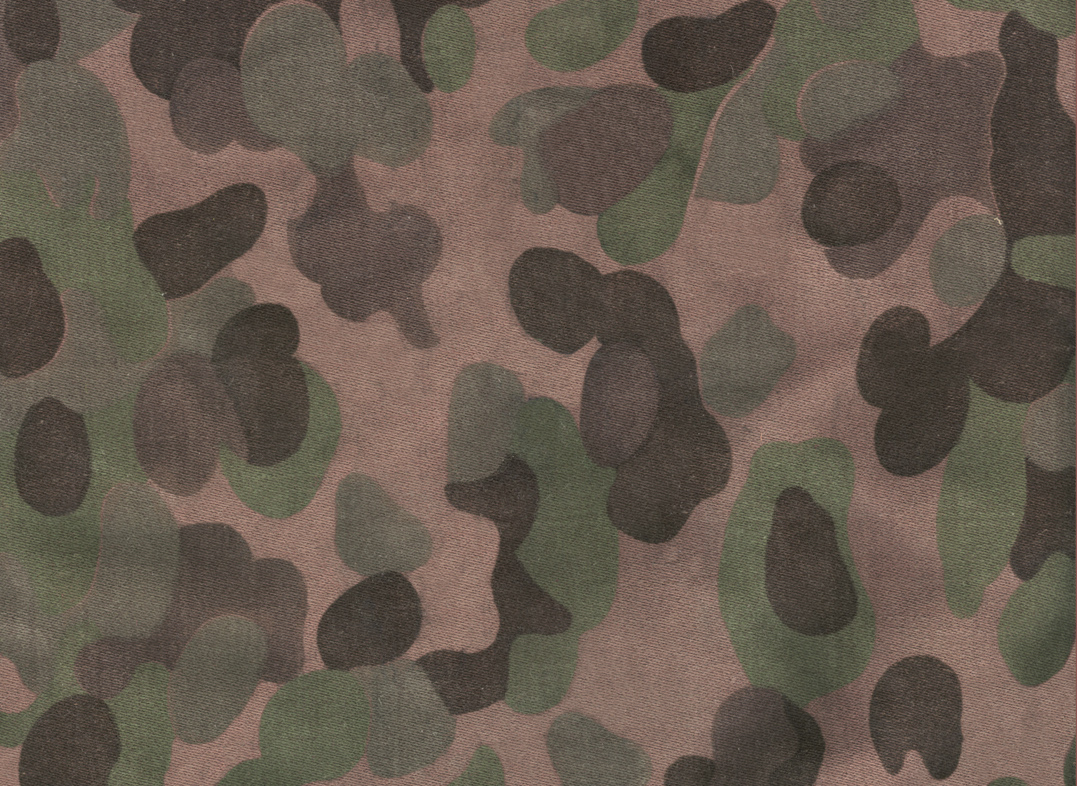
Fiktive Flagge San Sombrèros: Die Camouflagio

Formal ist das Buch mit Kapiteln wie Geschichte, Kultur und Fokus auf touristisch interessante (oder besonders meidenswerte) Orte wie ein typischer Reiseführer aufgebaut.
Satirisch überzogen werden Eigenschaften, die dem Klischee mittelamerikanischer Bananenstaaten entsprechen. Jeder Abschnitt wird zusätzlich kommentiert von einem Mitglied der Verfasser, die sich aus einer bunten Mischung aus Abenteurern, Ökologiebewussten, Medizinern und weiteren „Experten“ (von denen einer während seiner Recherchen zum politischen System San Sombrèros verschollen sein soll) zusammensetzt.

### Darstellung des fiktiven Landes
San Sombrèro dürfte nach dem erfundenen Lageplan in etwa die Position Panamas haben und gliedert sich in die fünf Provinzen Guacomala, Lambarda, Maracca, Polluçión und San Abandonio und die Hauptstadt Cucaracha City.
Hervorgehoben werden in dem gesamten Reiseführer die politische Instabilität des Landes (die kürzeste Amtszeit hatte ein Präsident inne, der noch während der Vereidigungszeremonie erschossen wurde), das ständige – teils sogar gesetzlich vorgeschriebene – Lächeln und Tanzen der Bevölkerung, die enge Familienbindung (bei Geburten sind neben der Mutter stets auch der Ehemann und wenn möglich der leibliche Vater anwesend) und die sehr religiöse, wenn auch die religiösen Bräuche sehr lax interpretierende Kultur.

### Fiktive Verfasser von Sonderbeiträgen
Als Verfasser von Sonderbeiträgen werden vier erdachte Personen („Helena Ddø̈rk“, „Corey Watts“, „Tina Payne“ und „Philippe Miseree“) genannt, die jeweils unterschiedliche Formen der Reisephilosophie in übertriebener Form repräsentieren.
- „Helena Ddø̈rk“ tritt auf als „Expertin für Ökotourismus“, deren erste Ausreise aus ihrem Heimatland sich schwierig gestaltete aufgrund ihrer Forderung nach einem „Pass aus Recycling-Papier, der mit ungiftiger, möglichst von einheimischen Kollektiven produzierter Tinte bedruckt war“.
- „Corey Watts“ soll als Baby fallen gelassen worden sein, wodurch sein nur durch die Nabelschnur gebremster Sturz ihn „inoffiziell zum jüngsten Bungeejumper aller Zeiten macht“.
- „Tina Payne“ stellt die übervorsichtige Reisende dar, die einen „Geldgürtel aus Kevlar mit zwei Vorhängeschlössern sicherte“.
- „Philippe Miseree“ wird als „Profireisender“ dargestellt, der auf Ursprünglichkeit Wert legt. Sein Wahlspruch lautet: „Wenn Ihre Fernreise nicht beschwerlich und zeitweise erschreckend unbequem ist, laufen Sie ernstlich Gefahr, dass sie zum Urlaub wird.“

## Kritik
San Sombrèro vereint alle liebenswerten und negativen Klischees lateinamerikanischer Urlaubsländer: Fröhlichkeit, Müßiggang, Religiosität, Militärregimes, ethnische Mischkultur, instabile Verhältnisse und Kriminalität. Die Sprache ist eng an das Spanische angelehnt und erinnert mit einigen abweichenden Akzenten und ein paar aus Indio-Sprachen entlehnten Begriffen an die Kreolsprachen des karibischen Raums.
Die immer wiederkehrende Andeutung dieser Eigenschaften kann als kurzweiliger Slapstick-Humor aufgenommen, aber auch als langweilig empfunden werden. 
Das Buch wendet sich mit seiner Form des Humors an Personen mit einem Hang zu Sarkasmus, Ironie und schwarzem Humor.